# Vasile Tomoiagă

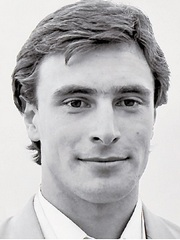
Vasile Tomoiagă (1980er Jahre)

Vasile Tomoiagă (* 20. Januar 1964 in Vișeu de Sus) ist ein ehemaliger rumänischer Ruderer, der 1984 Olympiazweiter im Zweier mit Steuermann und 1988 Olympiazweiter im Vierer mit Steuermann war. Bei Weltmeisterschaften gewann er je einmal Gold, Silber und Bronze.

## Sportliche Karriere
Der 1,97 m große Vasile Tomoiagă trat bei den Olympischen Spielen 1984 in Los Angeles zusammen mit Dimitrie Popescu und Steuermann Dumitru Răducanu im Zweier mit Steuermann an. Die Rumänen qualifizierten sich als Sieger des ersten Vorlaufs direkt für das Finale genauso wie die Italiener Carmine und Giuseppe Abbagnale nebst Giuseppe Di Capua im zweiten Vorlauf. Im Finale zogen die Italiener davon und siegten mit fünf Sekunden Vorsprung vor den Rumänen, die mit anderthalb Sekunden Silber vor dem Boot aus den Vereinigten Staaten gewannen. Im Jahr darauf gewannen die Italiener auch bei den Weltmeisterschaften 1985 in Hazewinkel vor den Rumänen und dem Boot aus der DDR. 1986 bei den Weltmeisterschaften in Nottingham belegten Popescu und Tomoiagă mit Steuermann Natanail Lupulescu den vierten Platz hinter den Booten aus dem Vereinigten Königreich, Italien und der DDR. Bei den Weltmeisterschaften 1987 in Kopenhagen siegten die Abbagnale-Brüder mit Steuermann Di Capua vor den britischen Weltmeistern von 1986 Andrew Holmes, Steven Redgrave und Steuermann Patrick Sweeney. Dahinter erruderten Popescu und Tomoiagă mit Steuermann Marin Gheorghe die Bronzemedaille. 
Bei den Olympischen Spielen 1988 in Seoul traten Popescu und Tomoiagă im Zweier mit dem vierten Steuermann in vier Jahren an, der erfahrene Ladislau Lovrenschi war schon zwanzig Jahre zuvor bei den Olympischen Spielen 1968 dabei gewesen. Sie belegten hinter den Booten aus Italien, der DDR und dem Vereinigten Königreich den vierten Platz. Zusammen mit Ioan Șnep und Valentin Robu gewannen sie im Vierer mit Steuermann die Silbermedaille hinter dem Vierer aus der DDR. Seinen einzigen großen Titel gewann Tomoiagă bei den Weltmeisterschaften 1989 in Bled, als er zusammen mit Vasile Năstase, Dimitrie Popescu, Valentin Robu und Steuermann Marin Gheorge Weltmeister im Vierer mit Steuermann wurde. Bei den Weltmeisterschaften 1990 belegte der rumänische Vierer mit der gleichen Crew wie im Vorjahr den sechsten Platz. 1991 ruderte Tomoiagă im rumänischen Achter, der bei den Weltmeisterschaften 1991 den vierten Platz erreichte. Im Jahr darauf trat Vasile Tomoiagă bei den Olympischen Spielen 1992 in Barcelona zusammen mit Dragoș Neagu im Zweier ohne Steuermann an. Nach dem dritten Platz im Vorlauf belegten sie im Hoffnungslauf abgeschlagen den letzten Platz.